# Митяев, Василий Петрович
Васи́лий Петро́вич Митя́ев (1915—1973) — советский партийный деятель, 1-й секретарь Южно-Сахалинского горкома КПСС (1954—1958).

## Биография
Родился в 1915 году в крестьянской семье в селе Фёдоровка, в Кокчетавском уезде Акмолинской области Российской империи. В 1931 году с родителями приехал на Северный Сахалин. В 1932 году по окончании Рыковской школы колхозной молодёжи направлен на учительскую работу, в сфере народного просвещения трудился до 1943 года. В 1940 году вступил в ВКП(б).
С 1943 по 1968 год на ответственной партийной работе: в 1953—1954 гг. секретарь Советского райкома КПСС г. Южно-Сахалинска.
C 21 ноября 1954 до 7 декабря 1958 года — 1-й секретарь Южно-Сахалинского горкома КПСС. Делегат XX съезда КПСС.
С 1959 года начальник Сахалинского областного управления культуры, затем заведующий отделом школ Сахалинского обкома КПСС. 
C 1963 года и до конца жизни возглавлял Южно-Сахалинский комитет городского контроля. Скороспостижно скончался 9 марта 1973 года.
Депутат Сахалинского областного совета депутатов трудящихся, член Сахалинского обкома КПСС.